# إيف ميشو
إيف ميشو هو صحفي وسياسي كندي، ولد في 13 فبراير 1930 في سان هياسنت في كندا. حزبياً، نشط في حزب كيبيك الليبرالي. وقد انتخب عضو الجمعية الوطنية في كيبك ‏.